# Příběhy ze Zeměmoří
Příběhy ze Zeměmoří (anglicky Tales from Earthsea) je sbírka pěti fantasy povídek americké spisovatelky Ursuly Kroeber Le Guinové vydaná v roce 2001. Dílo náleží do cyklu Zeměmoří a vyhrálo cenu Locus v kategorii „nejlepší sbírka“ a cenu Endeavour. Bylo také nominováno na cenu British fantasy v kategorii „nejlepší sbírka“, ale nezvítězilo. Česky knihu vydalo poprvé nakladatelství Triton v roce 2003.

## Obsah
Kniha obsahuje následující povídky:
- „Hledač“ (anglicky „The Finder“)
- „Temná Růže a Diamant“ (anglicky „Darkrose and Diamond“)
- „Kosti země“ (anglicky „The Bones of the Earth“)
- „Na Vysokých blatech“ (anglicky „On the High Marsh“)
- „Dračinka“ (anglicky „Dragonfly“)

## Česká a slovenská vydání
Pod názvem Příběhy ze Zeměmoří:
- (česky) Nejvzdálenější pobřeží, 1. vydání, nakladatelství Triton, 2003, edice Trifid č. 18, ISBN 80-7254-276-1 , překlad Petr Kotrle, 336 stran, brožovaná, autor obálky Milan Fibiger

Pod názvem Príbehy Zememorí:
- (slovensky) Príbehy Zememorí, 1. vydání, nakladatelství Slovart, 2009, ISBN 978-80-8085-501-7 , překlad Stanislav Dančiak, 192 stran, vázaná

## Překlady knihy
- Angličtina: Tales from Earthsea (originál)
- Čeština: Příběhy ze Zeměmoří
- Finština: Kertomuksia Maamereltä
- Francouzština: Contes de Terremer
- Polština: Opowieści z Ziemiomorza
- Ruština: Сказания Земноморья
- Slovenština: Príbehy Zememorí
- Španělština: Cuentos de Terramar